# Народна ношња Источне Херцеговине
По основним карактеристикама, сеоска народна ношња становништва Источне Херцеговине припада ношњама динарског културног круга, које чувају елементе најстаријих култура: старобалканске, византијске, словенске, средњовјековне српске, лавантинске, затим западномедитеранске и средњовековне. То су изразито сточарске ношње од вуне, превасходно израђене у кућној радиности.  

## Варијанте динарске ношње
У Источној Херцеговини биле су у употреби двије варијанте динарске ношње, и то брдска и умска народна ношња. Брдска ношња била је раширена у источном дијелу тог простора и обухвата области: Зупце, Шуму, Површ, мањи дио Поповог поља, Билећке Рудуне, па преко Невесињског поља и Подвележа, све до Борча и Фоче. Умска народна ношња је бил раширена у западном дијелу, некадашњим срезовима: Мостарском, Столачком, Коњичком, Љубушком и Љубињском. Разлике међу тим ношњама постојале  су у главним у женској ношњи. Уопште, брдска ношња је до последњих деценија 19. вијека била више изложена промјенама, у односу на умску народну ношњу, која је, до изобичајавања после Дргог свјетског рата, у главном остала иста. 

## Брдска ношња
Брдска женска старија ношња, која је ношена до 1875. године, карактерише се веома богатим везом на ланеним и конопљаним дијеловима одјеће, кошуљама и детаљима за оглавке- превезачима. У орнаментима тог веза јављају се мотиви карактеристични за херцеговачкo- јадранску културну зону, као што је орнамент нар (шипак), али и мотиви слични косовском везу, као што је мотив јабуке. 
Удате жене облачиле су преко бијеле кошуље сукнени зубун- дугу или краћу ћурдију, зависно од материјалног стања, а затим хаљину од црног сукна- мрчину. Запасивале су се широком прегачом опрегљином, опрежином, са клечаним- изметним шарама. Дјевојке су облачиле бијеле сукненен ћурдије и хаљине бјелаче. Дјевојачка и невјестињска прегача – лизбек, истицала се златовезом и раскошним дугим ресама.  Богате жене су умјесто сукненеих носиле чојане доламе и ћурдије. Обућа од вуне: чарапе, приглавци-терзуци и напрсци назувци богато су били украшени разнобојним орнаментима, техникама плетења и веза. Заједно са опутним опанцима чини су обућу веома добро прилагођену ходању по кршевитом херцеговачком тлу. Посебност у брдској старијој ношњи чинио је накит, блистав од позлате и разнобојног полудрагог камења и стакла, рад неких старих већ заборављених херцеговачких мајстора: невестињска капа оврљина, као рефлексија средњовековне круне српских владарки; тешки кожни појас  са јакицима, који су имали и апотропејску  улогу, или разне врсте тока које су красиле ђечерме и ћурдије на грудима.
Мушка старија брдска ношња такође се одликовала богатим везом на кошуљама канавачама. Горњи и доњи дијелови одјеће: џемадам, мали и велики гуњ за зиму, кројени су од мрког сукна, а гаће и тозлуци од бијелог сукна финије израде. Само су имућни људи носили доламе од чохе и џемедане са токама, као и кожне појасеве сијале. Постепено ширење црногорске ношње после Невесињског устанка одразило се на брдску ношњу. Тако је велики гуњ замјењен црногорском мушком хаљином бјелачом, а фес, старинска капа обењача и црвени крмезни шал замјењени су капом завратом, која је временом, и у мушкој и женској ношњи у Херцеговини, постала нераздвојни дио ношње за главу. Из црногорске ношње преузет је и свечани дио одјеће душанка, кратки хаљетак расјечених рукава.
Новију брдску ношњу обиљежила је употреба мануфактурних и индустријских материјала, од којих су кројене кошуље, гаће, сукне котуле, прегаче траверзе и остало. Стари накит скоро је изобичајен. Опутне опанке замјениле су кожне ципеле, са бијелим вуненим и памучним чарапама.

## Умска ношња
Умску ношњу у Источној Херцеговини карактерисала је елементарност у којој се истицала природна бјелина вуне, која се одржала скоро до наших дана, нарочито у женској ношњи. Ову ношњу чинили су: дуга хаљина бјелача, бијеле гаће од танког предива, за зимске дане бијели огртач гуњ и капуљача кукуљица. Преко бјелаче је ношена мрка кратка ћурдица, а запасивала се прегачом тамних боја- опрегаљ.